# Солом'яні дзвони
«Солом'яні дзвони» — український художній фільм кіностудії ім. Олександра Довженка 1987 року за мотивами творів Євгена Гуцала. Режисер та оператор-постановник — Юрій Іллєнко. Автори сценарію: Юрій Іллєнко, Євген Гуцало.
Драма про зраду та неминучість відплати.

## Сюжет
Василь Вільгота виростив двох синів. Один з них загинув на фронтах Другої світової війни, а другий служив у поліції і загинув від рук комуністичного підпілля. Сам Вільгота теж допомагав німецькій адміністрації і це старанно приховує, але є людина, яка знає правду…

## У ролях
- Лесь Сердюк,
- Пилип Іллєнко,
- Сергій Підгорний,
- Михайло Голубович,
- Ніна Матвієнко,
- Людмила Єфіменко,
- Борис Галкін,
- Майя Булгакова,
- Сергій Галетій,
- Микола Муравйов,
- Наталія Сумська,
- Василь Цибенко,
- Дмитро Цапенко,
- Людмила Лобза,
- Віктор Демерташ,
- Ольга Сумська.

## Нагороди
1988 - Приз 26-го МКФ у Карлових Варах Лесю Сердюку за найкращу чоловічу роль.